# Son of God (soundtrack)
Son of God (Music Inspired by the Epic Motion Picture) is de originele soundtrack met muziek van diverse christelijke artiesten, geïnspireerd door de film Son of God uit 2014 van Christopher Spencer. Het album werd uitgebracht op  7 januari 2014 door Word Entertainment.
De soundtrack met de originele filmmuziek van Hans Zimmer en Lorne Balfe werd uitgebracht op 25 februari 2014 door Republic Records.

## Son of God (Music Inspired by the Epic Motion Picture)

### Tracklijst
| 1.                 | Oh, Son of God                | Francesca Battistelli           | 3:33 |
| 2.                 | Jesus, Savior                 | Chris August                    | 2:20 |
| 3.                 | Baby Boy                      | For King & Country              | 3:39 |
| 4.                 | He Said                       | Group 1 Crew feat. Chris August | 2:48 |
| 5.                 | Our Only Hope                 | Dara Maclean                    | 3:32 |
| 6.                 | Keep Making Me                | Sidewalk Prophets               | 3:21 |
| 7.                 | Only Jesus                    | Point of Grace                  | 3:48 |
| 8.                 | I Believe                     | Jason Castro                    | 3:36 |
| 9.                 | God of the Impossible         | Everfound                       | 4:27 |
| 10.                | He Is With Us                 | Love & the Outcome              | 3:47 |
| 11.                | Jesus Move                    | Big Daddy Weave                 | 5:20 |
| 12.                | The Gospel Changes Everything | Meredith Andrews                | 4:49 |
| Totale duur: 45:00 |                               |                                 |      |

## Son of God (Original Motion Picture Soundtrack)
Son of God (Original Motion Picture Soundtrack) is de originele soundtrack met filmmuziek, gecomponeerd door Hans Zimmer en Lorne Balfe met vocale ondersteuning van Lisa Gerrard voor de film Son of God uit 2014 van Christopher Spencer. Het album werd uitgebracht op 25 februari 2014 door Republic Records.
Sommige nummers zijn eerder uitgebracht op de soundtrack The Bible, waarbij op een aantal nummers nu ook met dialogen uit de film (voor, na of tijdens het nummer). Daarnaast bevat de soundtrack ook exclusieve remixes van andere artiesten. Het nummer "Mary, Did You Know?" dient als het einde titelsong.

### Tracklijst
| 1.                 | In the Beginning                       | Hans Zimmer & Lorne Balfe                    | 3:47  |
| 2.                 | Through His Eyes *                     | Hans Zimmer & Lorne Balfe                    | 4:51  |
| 3.                 | Faith *                                | Hans Zimmer & Lorne Balfe feat. Lisa Gerrard | 13:05 |
| 4.                 | Roma's Lament *                        | Hans Zimmer & Lorne Balfe feat. Lisa Gerrard | 5:41  |
| 5.                 | Fisher of Men                          | Hans Zimmer & Lorne Balfe                    | 3:06  |
| 6.                 | The Upper Room *                       | Hans Zimmer & Lorne Balfe                    | 2:57  |
| 7.                 | Promised King                          | Hans Zimmer & Lorne Balfe feat. Lisa Gerrard | 4:32  |
| 8.                 | Truth *                                | Hans Zimmer & Lorne Balfe                    | 2:44  |
| 9.                 | Peace Be With You *                    | Hans Zimmer & Lorne Balfe feat. Lisa Gerrard | 2:48  |
| 10.                | I Am                                   | Hans Zimmer & Lorne Balfe feat. Lisa Gerrard | 3:44  |
| 11.                | Rise Up In Faith *                     | Hans Zimmer & Lorne Balfe feat. Lisa Gerrard | 2:48  |
| 12.                | Mary, Did You Know? (Son of God Remix) | Cee Lo Green                                 | 2:44  |
| 13.                | Soul of a Man (Son of God Remix)       | Steven Stern & George Krikes                 | 4:06  |
| 14.                | Wherever This Goes (Son of God Remix)  | The Fray                                     | 3:13  |
| 15.                | The Light (Son of God Remix)           | Sara Bareilles                               | 4:24  |
| Totale duur: 64:30 |                                        |                                              |       |

| 14.                | Life in Color (Son of God Remix) | OneRepublic     | 4:23 |
| 15.                | Oceans (Son of God Remix)        | Hillsong United | 7:11 |
| Totale duur: 68:27 |                                  |                 |      |

* Bevat dialogen uit de film.